# Donatien Schauly
Donatien Schauly (Mulhouse, 9 de junio de 1985) es un jinete francés que compite en la modalidad de concurso completo.
Ganó una medalla de bronce en el Campeonato Mundial de Concurso Completo de 2018 y dos medallas en el Campeonato Europeo de Concurso Completo, plata en 2011 y bronce en 2013. Participó en los Juegos Olímpicos de Londres 2012, ocupando el octavo lugar en la prueba por equipos.

## Palmarés internacional
| Campeonato Mundial | Campeonato Mundial     | Campeonato Mundial | Campeonato Mundial |
| Año                | Lugar                  | Medalla            | Categoría          |
| ------------------ | ---------------------- | ------------------ | ------------------ |
| 2018               | Tryon (Estados Unidos) | Medalla de bronce  | Por equipos        |
| Campeonato Europeo |                        |                    |                    |
| Año                | Lugar                  | Medalla            | Categoría          |
| 2011               | Luhmühlen (Alemania)   | Medalla de plata   | Por equipos        |
| 2013               | Malmö (Suecia)         | Medalla de bronce  | Por equipos        |